# Regnbågströja
Regnbågströjan är en distinkt cykeltröja som bärs av de regerande världsmästarna i de olika grenarna av cykelsport, under ledning av Union Cycliste Internationale (UCI) och introducerades redan 1922, året efter det första världsmästerskapet (för amatörer - de professionellas VM infördes först 1927, och då fanns tröjan redan där).
Tröjan är vit, med fem horisontella färgade band runt bålen, ärmarna och vanligen även på kragen. De fem banden är färgade, uppifrån och ner; blått, rött, svart, gult och grönt och färgerna har hämtats från de olympiska ringarna, men har idag något annorlunda nyanser. Tröjorna skilde sig något mellan olika discipliner fram till och med 2016. Enbart den regerande världsmästaren i den aktuella disciplinen får och måste bära regnbågströja; om inte denne samtidigt innehar en ledartröja i ett etapplopp, för då har ledartröjan prioritet.  Färgerna får även bäras på shortsen (UCI rekommenderar kring låren på shortsens nedre linning), cykeln, hjälmen och skorna. Tidigare världsmästare i en disciplin får bära banden på tröjans ärmar och på kragen, men ej runt bålen eller på annan utrustning, och endast i denna disciplin.

## Bildgalleri

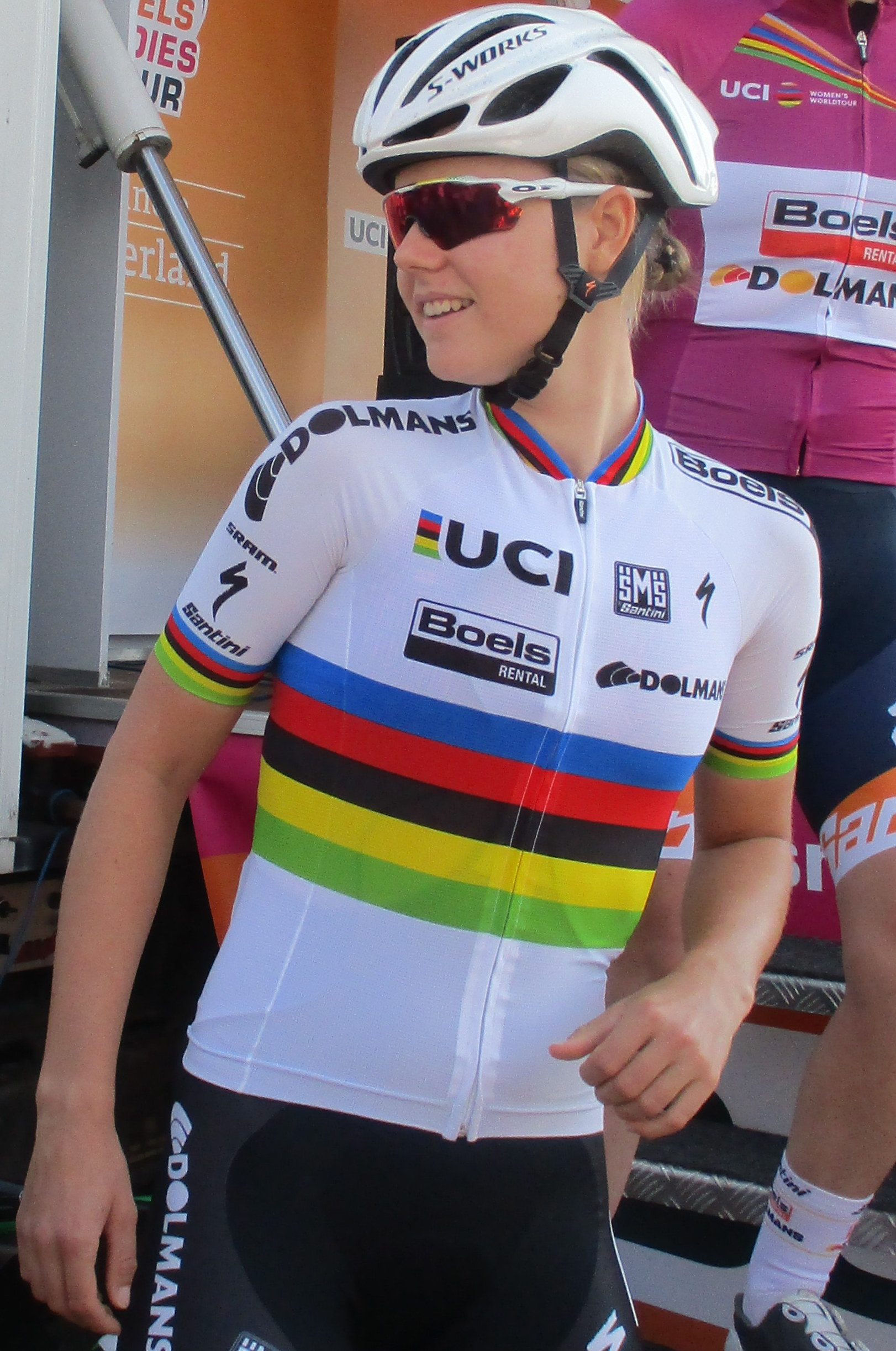
Amalie Dideriksen världsmästare i linjelopp 2016.
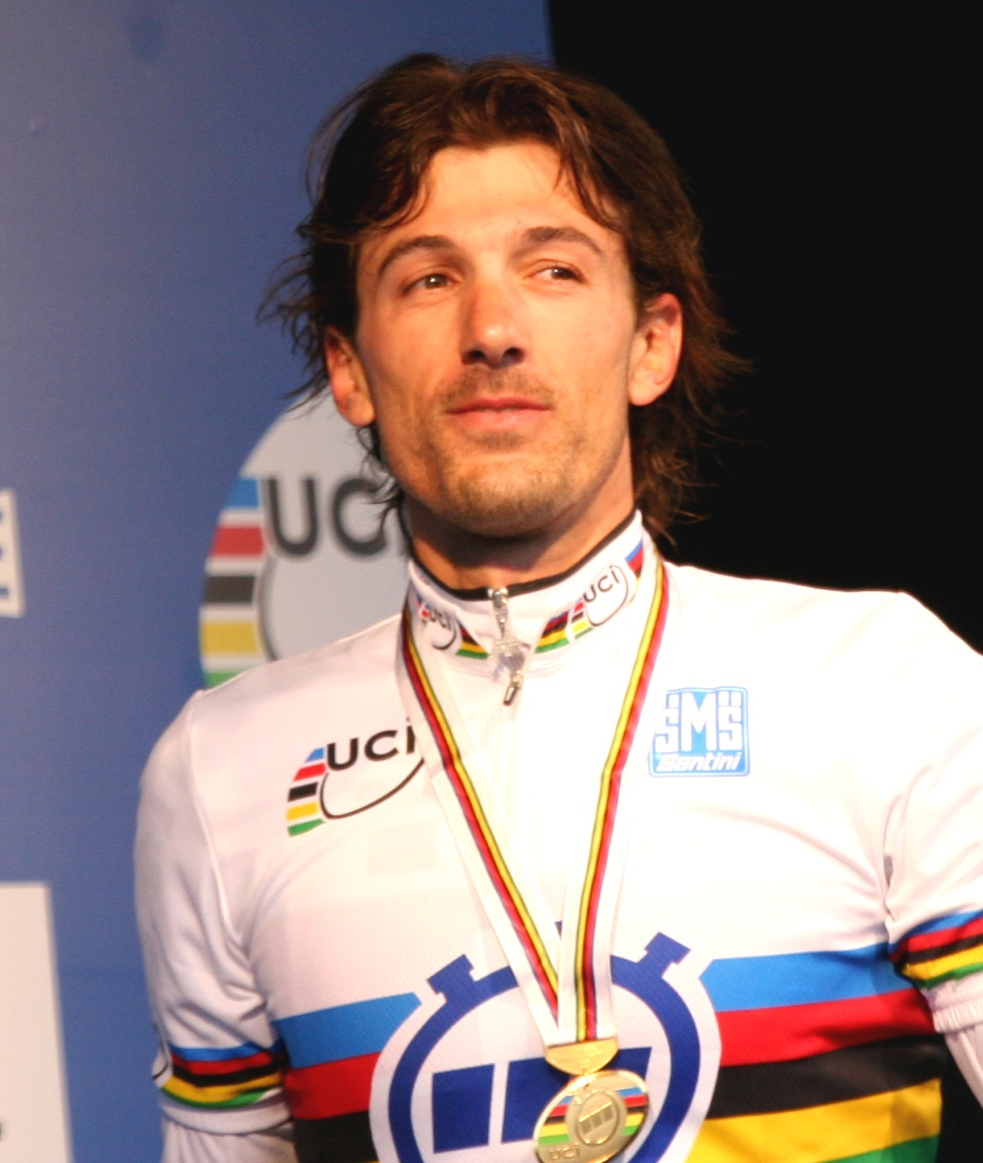
Fabian Cancellara världsmästare i tempolopp fyra gånger 2006-2010.
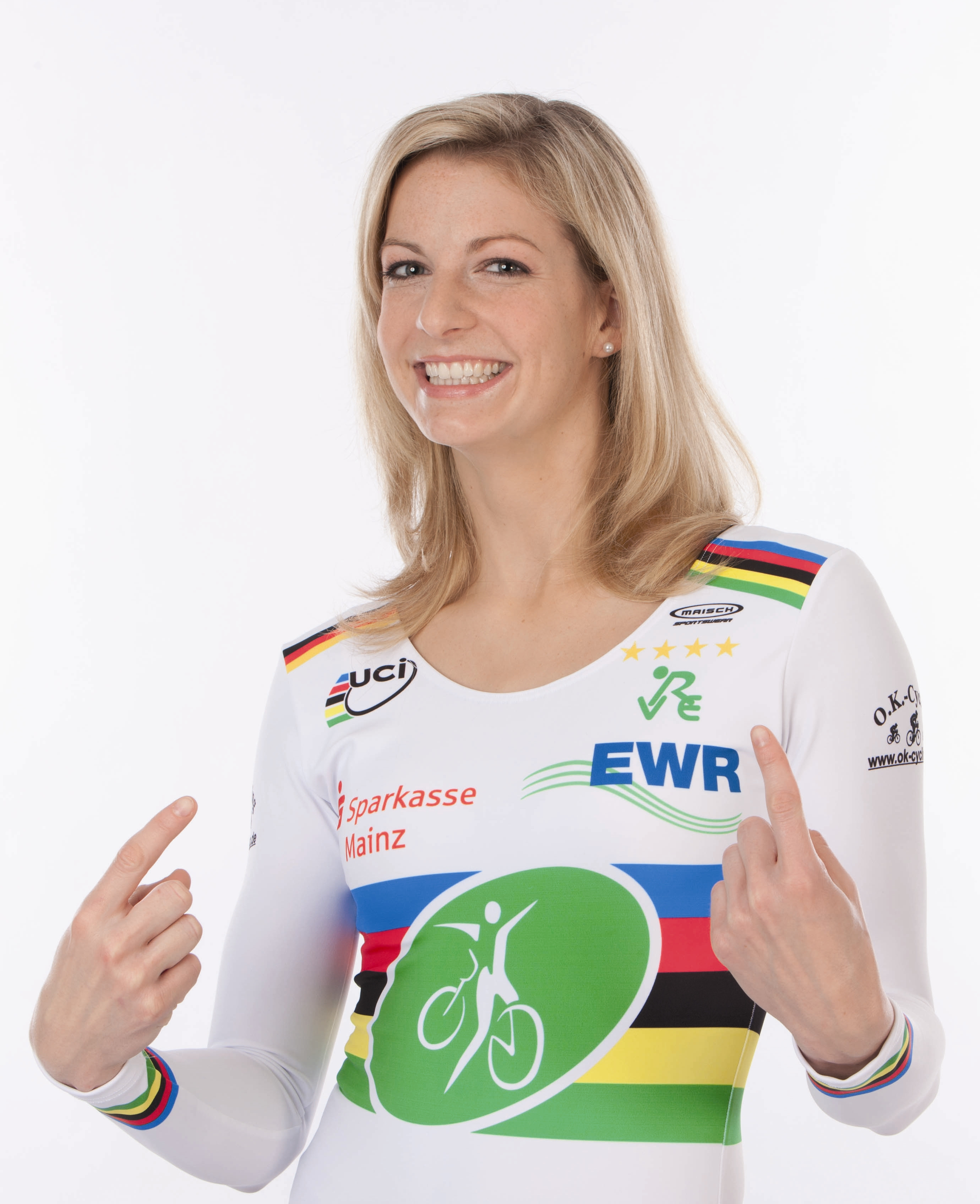
Katrin Schultheis världsmästare i konstcykling fem gånger 2007-2014.
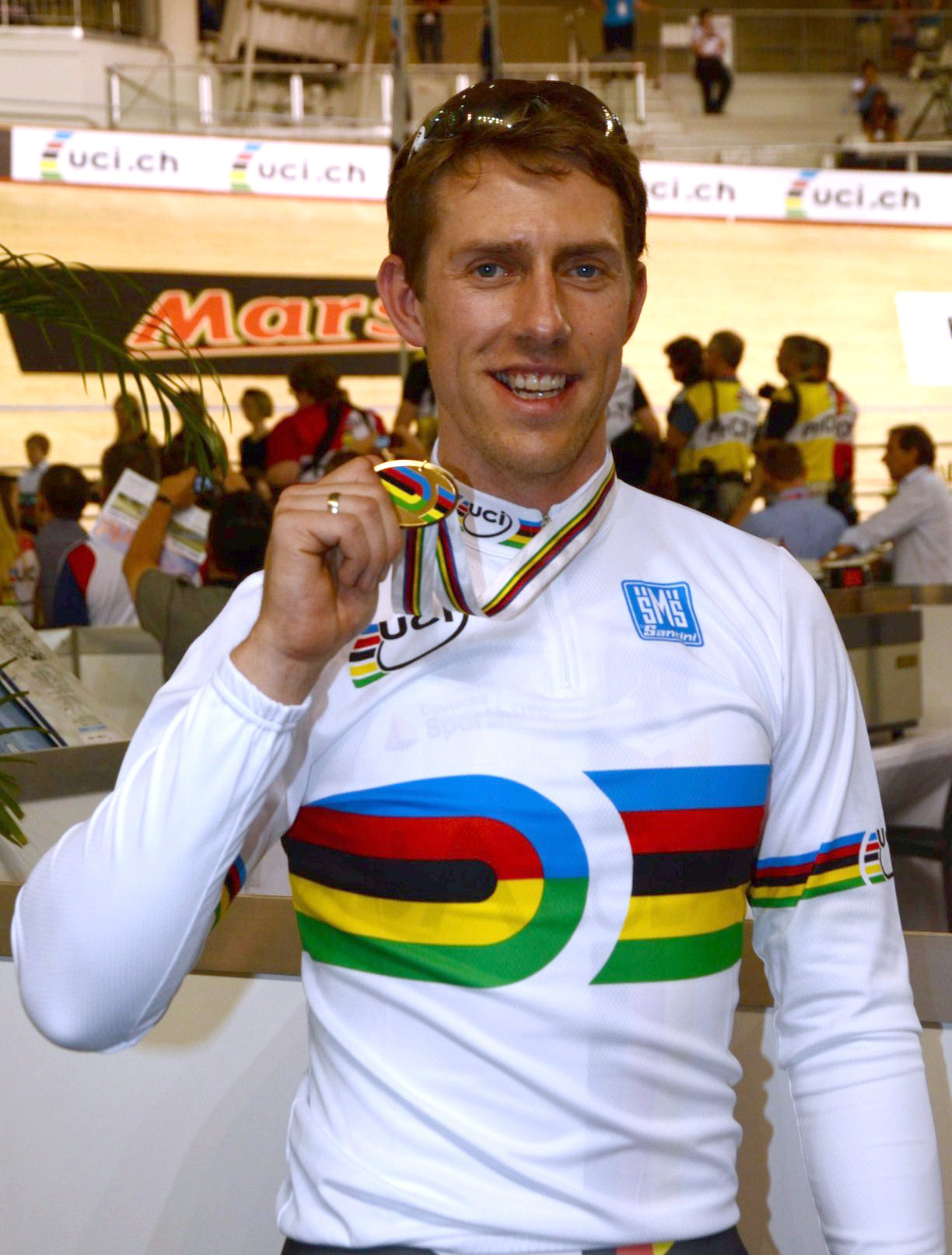
Stefan Nimke världsmästare i bancykling fyra gånger 2003-2011.
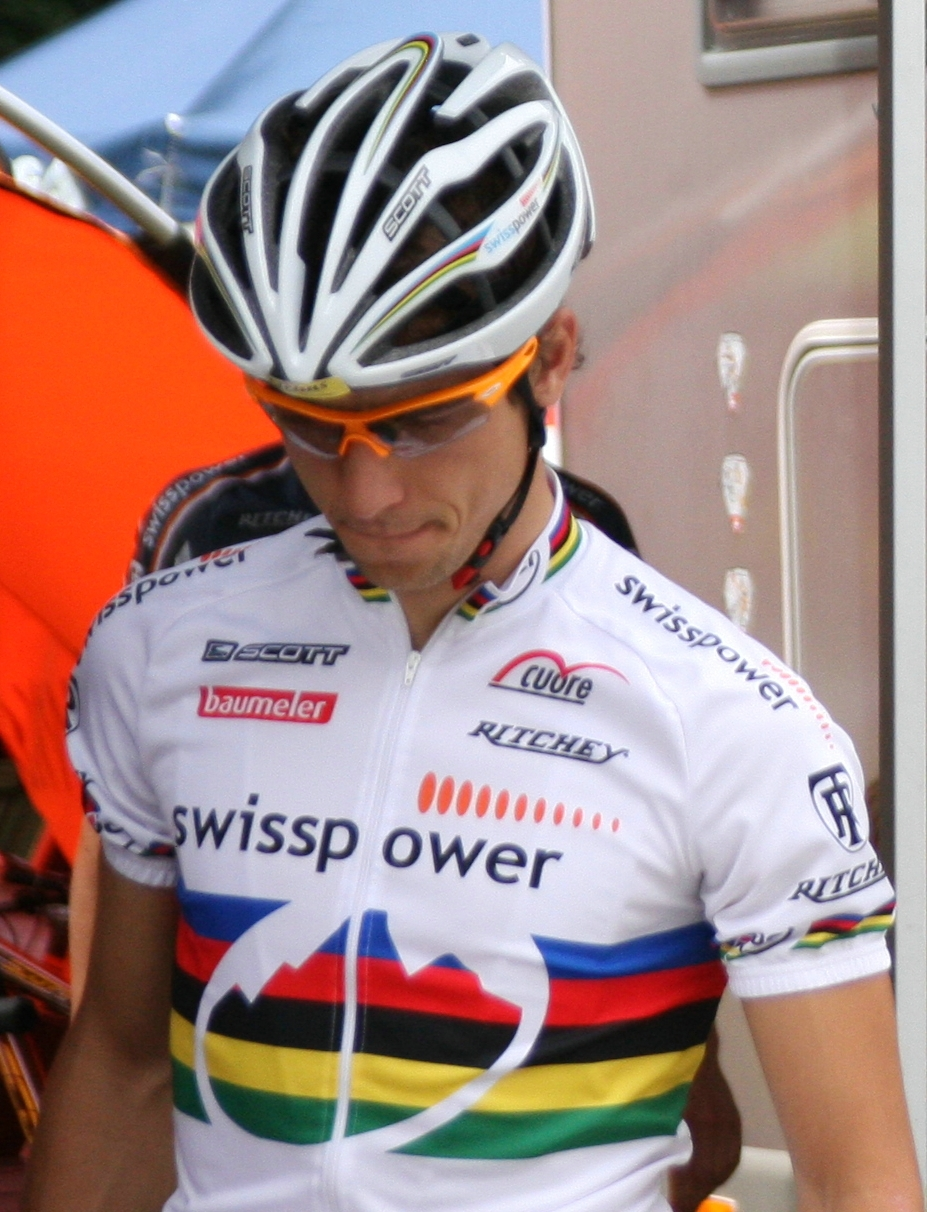
Nino Schurter världsmästare i mountainbike (cross country) sju gånger 2009-2018.
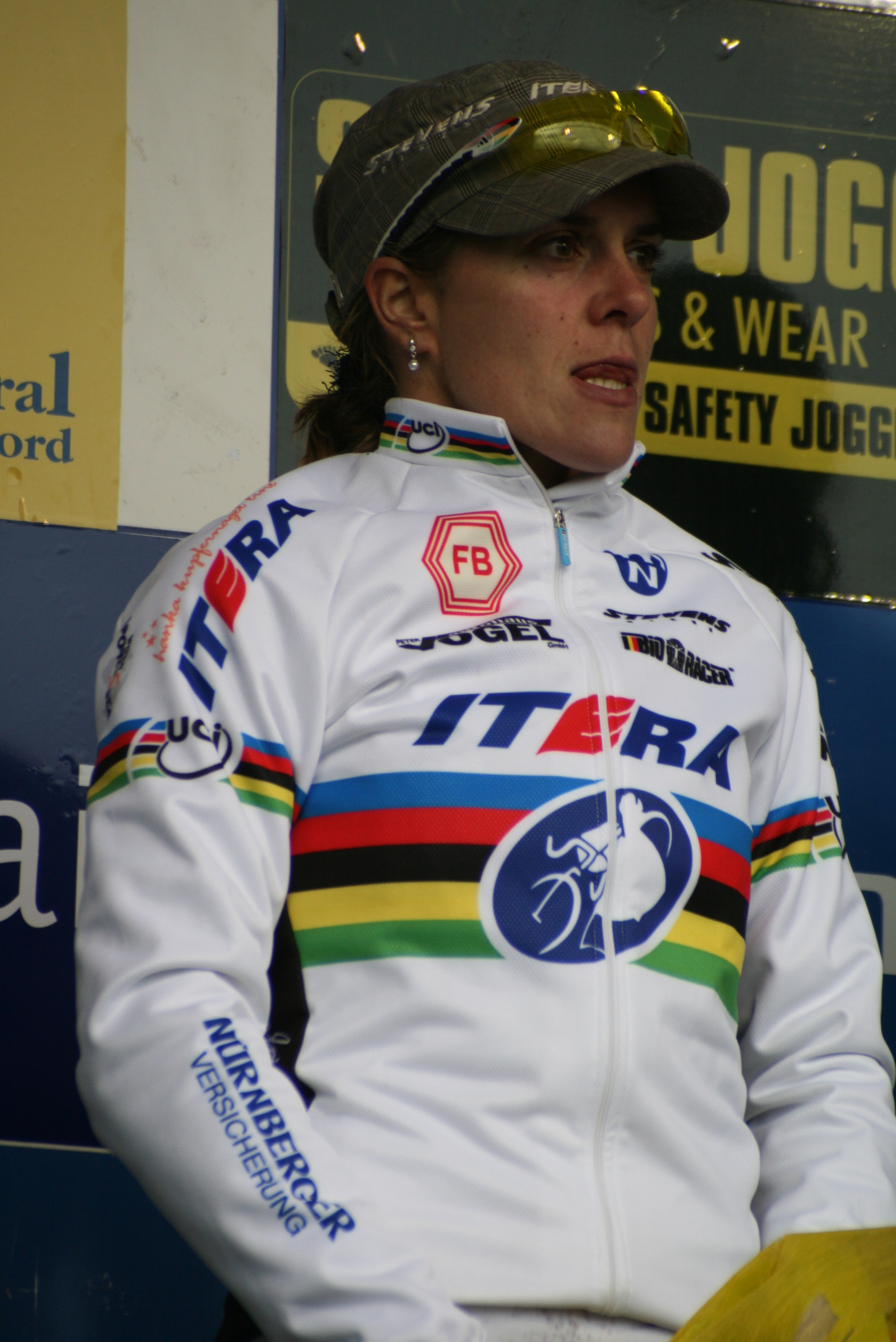
Hanka Kupfernagel världsmästaree i cykelcross fyra gånger 2000-2008. Det blå och vita emblemet på bröstet föreställer en person som bär cykeln på axeln.
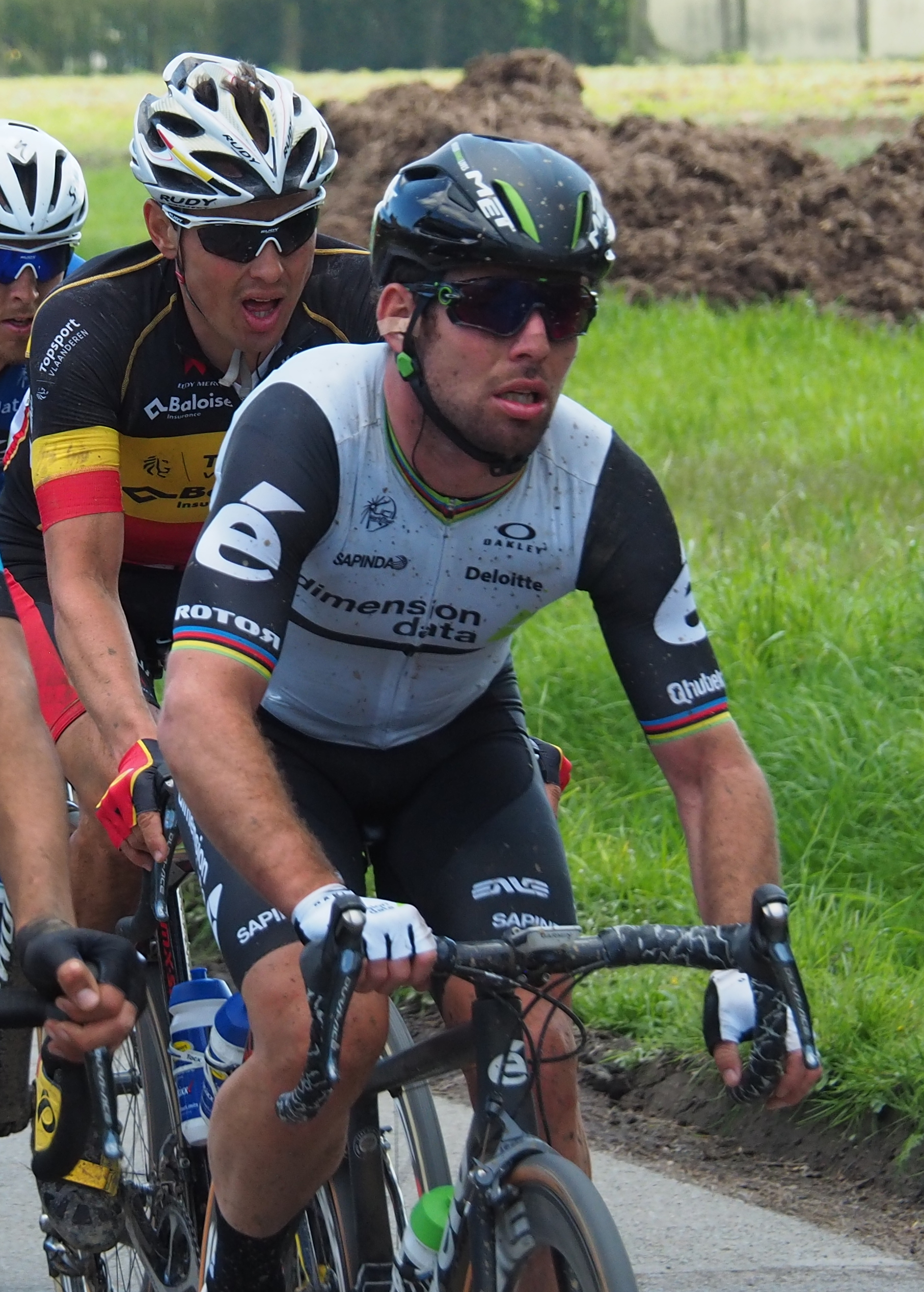
Mark Cavendish i linjeloppet Paris-Roubaix 2016, med regnbågen kvar på ärmen och kring halsen eftersom han var världsmästare i linjelopp 2011.
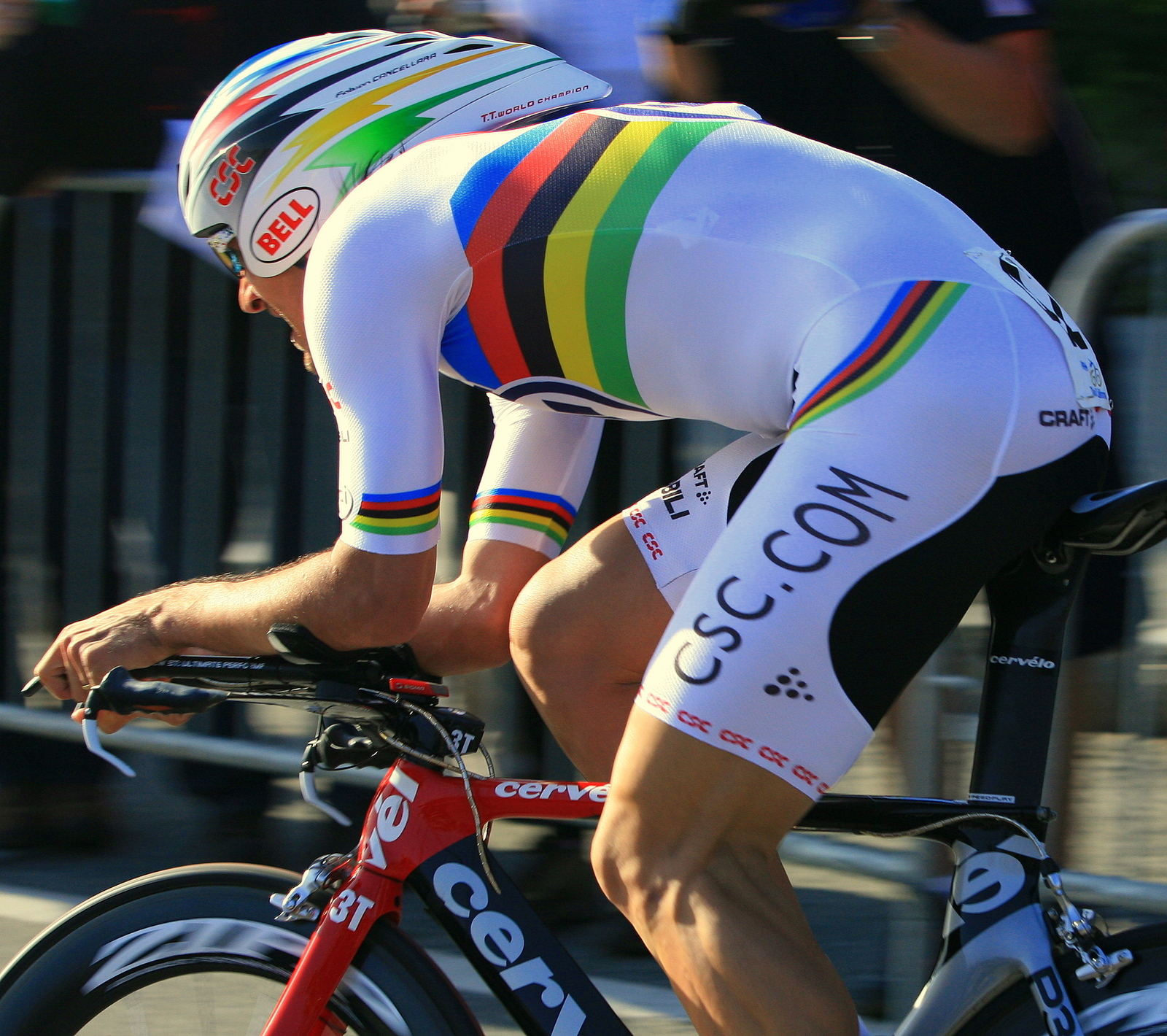
Fabian Cancellara var regerande världsmästare i tempolopp när han deltog i prologen till Tour of California 2008 och kör därför i en världsmästardräkt för tempolopp. Han bär även regnbågsfärgerna på höfter och hjälm.
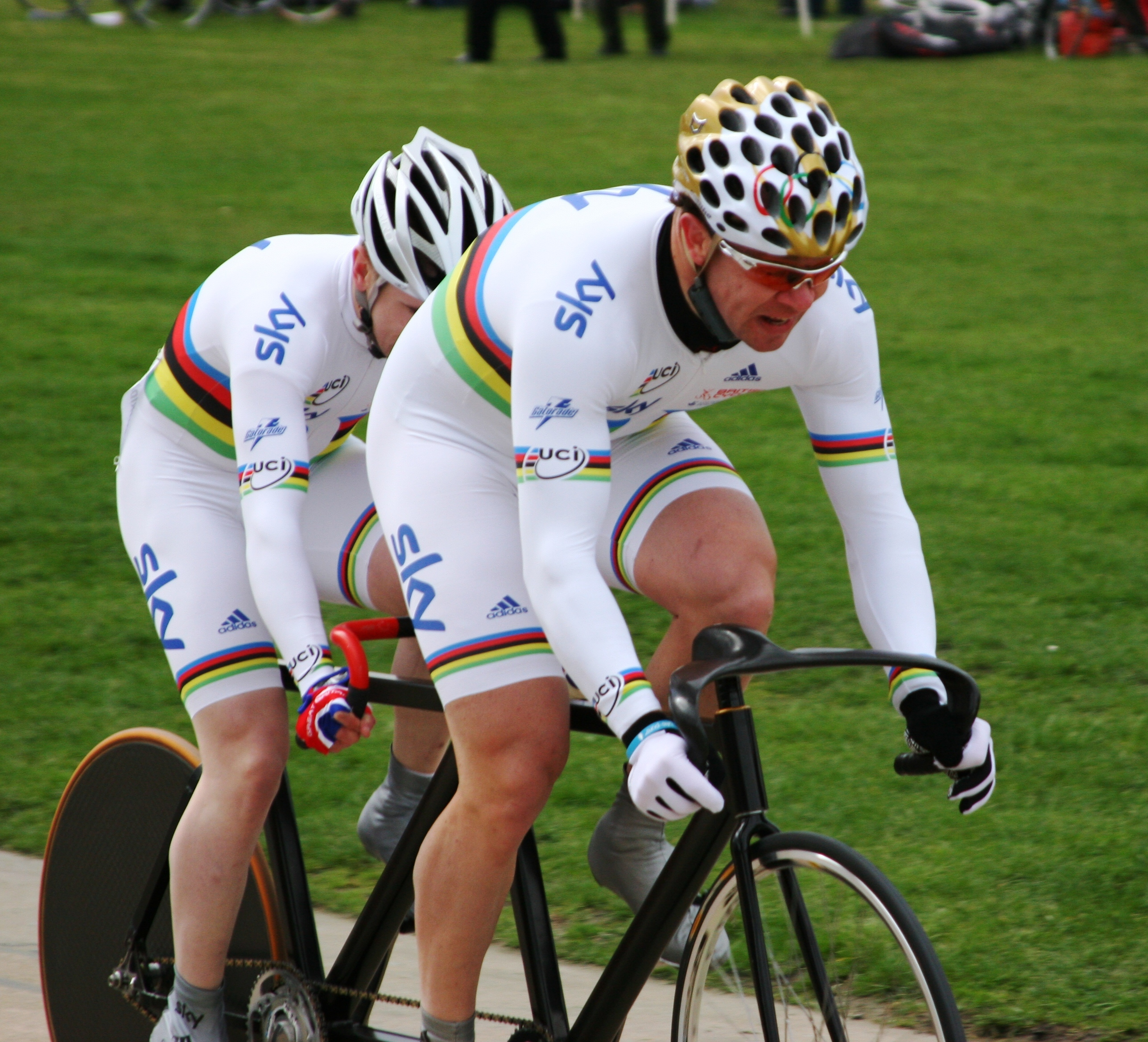
Barney Storey (seende pilot) och Neil Fachie (synskadad), var regerande världsmästare i paracykling (tandem) vid tävlingen Herne Hill Good Friday 2010.
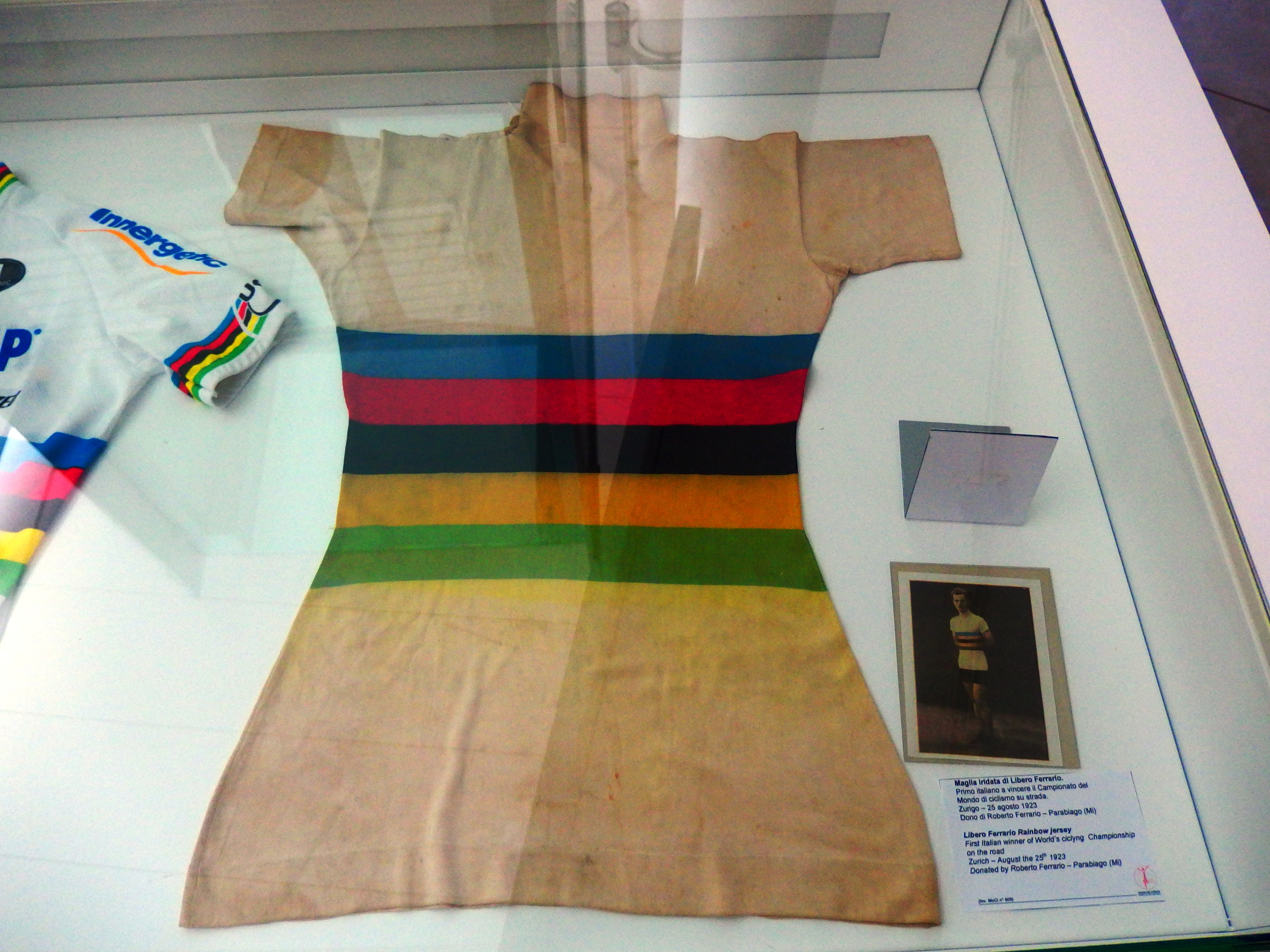
Libero Ferrarios världsmästartröja från 1923 på Museo del Ciclismo Madonna del Ghisallo.